# Józef Kosacki
 Józef Stanisław Kosacki (Łapach, 21 d'abril de 1909 - Varsòvia, 26 d'abril de 1990) va ser un enginyer polonès, inventor, i oficial en l'exèrcit polonès durant la Segona Guerra Mundial. És més conegut com a inventor del detector de mines polonès Mark I, el primer detector de mines portàtil. Diversos exèrcits han fet servir el disseny bàsic d'aquest detector durant més de 50 anys.

## Biografia
Abans de la Segona Guerra Mundial, Kosacki era un tècnic al Departament d'Artilleria del Ministeri polonès de Defensa Nacional. Poc abans de la guerra, es va unir a la Unitat Especial de senyals clandestins, un institut secret que treballava en els aparells electrònics per a l'exèrcit. Després de la invasió de Polònia de 1939, aconseguí refugiar-se al Regne Unit, on va continuar el seu servei a l'Exèrcit polonès com a oficial de senyals. El 1941 va idear el seu detector de mines polonès, del qual havia desenvolupat la companyia AVA Ràdio Company el disseny previ, però no havia estat desenvolupat i la patent va ser donada a l'exèrcit britànic. Va ser utilitzat en acció per primera vegada durant la Segona Batalla d'El Alamein. Cinc-cents d'aquests detectors es van enviar al 8è Exèrcit britànic. Gràcies a ells, les tropes britàniques van doblar la velocitat d'avanç, ja que les sorres plenes de mines van poder ser netejades més ràpidament, 100 a 200 m per hora. Aquesta invenció de Kosacki es va utilitzar fins al 1991 a la Guerra del Golf.
Després de la guerra, va tornar a Polònia, on va esdevenir un pioner de l'electrònica i la maquinària nuclear. Durant molts anys va ocupar la càtedra d'electrònica a l'Institut per a la Recerca Nuclear de Świerk. També va ser professor a l'Acadèmia Tècnica Militar de Varsòvia. Va morir el 1990 i va ser enterrat amb honors militars.

## Llegat
El 2005, l'Institut Militar d'Enginyeria i Tecnologia (WITI), amb seu a Wrocław va ser batejat amb el seu nom, en el seu honor. Aquest Institut té el primer prototip del detector de mines construït per Kosacki.

## Curiositats
Durant la Segona Guerra Mundial, el nom Kosacki es va classificar secret per tal de protegir la seva família, que havia quedat en la Polònia ocupada per Alemanya. Per tant, la majoria de les seves patents van ser presentades amb pseudònims, incloent "Józef Kos", "Kozacki" i "Kozak." Com a resultat, el seu cognom es dona sovint amb errors ortogràfics en la historiografia de la postguerra.
Ted Turner, de la CNN, va fer una broma sobre els detectors de mines polonesos, quan se li va preguntar sobre el Papa Joan Pau II. És doblement graciós que el veritable inventor fos polonès.